# Плес маски уз бубњеве у Драмеци (Бутан)
Плес маски уз бубњеве у Драмеци или Нгачам (нга - „бубањ“, чам - „плес маске“) је свети плес који се изводи током фестивала у част Падмасамбхаве, будистичког гуруа из 8. века, у селу Драмеца на истоку Бутана. Фестивал се организује два пута годишње, петог и десетог месеца бутанског календара, у манастиу Чоелинг Огиен Тегчок Намдроел. У изведби плеса учествује шеснаест маскираних мушких плесача и десет музичара. Плесачи носе монашке одежде и дрвене маске са цртежима животиња, како стварних, тако и митских. Музичари свирају „чинеле, трубе и бубњеве, укључујући банг нга, велики цилиндрични бубањ, лаг нга, мали ручни кружни равни бубањ и нга чен, бубањ који се удара савијеним штапом“. Прво изводе молитвени плес у соелдеп чам, главном светилишту, пре него што се један по један појаве у дворишту манастира. Плес се састоји из два дела: мирног, контемплативног дела који представља мирна божанства и брзог, атлетског дела за оне љуте.
Представе плеса изводе се скоро пет векова. Крајем деветнаестог века, плес је почео да се шири и на друге делове Бутана. Данас се приближава томе да буде нешто попут националног плеса за земљу, и представља идентитет бутанске нације.
Плес је УНЕСКО уписао на Репрезентативну листу нематеријалне културне баштине човечанства 2008. године, иако је првобитно проглашен 2005. У оригиналном прогласу се напомиње да се „број практичара смањује због недостатка времена за пробе, одсуства систематског механизма за обуку и почаст плесача и музичара и постепеног смањења интересовања међу младима“.
Институт за језичке и културолошке студије Краљевског универзитета у Бутану координисао је и спровео пројекат за очување и промоцију плеса. Пројекат је финансирао Јапански фонд за заштиту нематеријалног културног наслеђа, посредством УНЕСКО-а. Укључивао је јачање капацитета за обуку манастира, састављање постојеће документације, снимање видео записа о плесу, истраживање његове историје и промотивне активности. Резултат пројекта била је књига о плесу написана на енглеском и Џонгка језику и пратећи филм.